# Integral
integral（インテグラル）は、日本の出版社・ジャイブが発行するテーブルトークRPG（TRPG）関係の文庫レーベル。2005年3月の創刊時は「ジャイブTRPGシリーズ」の名称であったが、創刊と同時に開設していたサポート用のポータルサイト「INTEGRAL」と2007年7月にレーベル名を統一した。
リプレイ・サプリメント・TRPGを原作とする小説化作品を中心に刊行しているが、2010年12月よりオリジナル小説の刊行を開始した。

## ラインナップ
Gehenna
グループSNE制作、2003年9月発売。全作品をサポート。
真・女神転生TRPG
2004年9月発売の「真・女神転生III -NOCTURNE- TRPG ～東京受胎～」と2005年7月発売の「真・女神転生TRPG 魔都東京200X」をサポート。
エムブリオマシンRPG
グループSNE制作、2007年9月発売。全作品をサポート。
りゅうたま
テーブルトークカフェ・Daydream制作、2007年12月発売。全作品をサポート。
ガンドッグ
リプレイ刊行。
トリニティ×ヴィーナスSRS
三輪清宗・著、2008年10月発売。全作品をサポート。『月刊コミックラッシュ』連載の漫画「トリニティ×ヴィーナス」（原作・是空とおる、作画・合鴨ひろゆき）の世界観をベースとする。

## オリジナル小説
- アクエルタルハ（風野潮・著、竹岡美穂・画）